# Distrito de Las Lomas
El distrito de Las Lomas es uno de los diez que conforman la provincia de Piura ubicada en el departamento de Piura en el norte del Perú.
En este distrito se encuentra el valle de San Lorenzo atravesado por el río Chipillico cuya represa lo abastece.
Desde el punto de vista de la jerarquía de la Iglesia católica, forma parte de la Arquidiócesis de Piura.

## Historia
El territorio que actualmente ocupa el pueblo de Las Lomas, pertenecía a la hacienda Suipirá. En 1827 el dueño de esta hacienda era el español Vicente María Fernández de Otero.
Además este español era propietario de las haciendas de Chipillico, Curban y Pelingará.
En la hacienda Suipirá, Fernández de Otero utilizaba el trabajo de los campesinos y de los negros esclavos.
Años más tarde, en 1867 el ecuatoriano José Ángel Palacio, dueño de esta hacienda, trajo de Loja (Ecuador) varios esclavos con sus familias, de procedencia jamaiquina, quienes construyeron sus vivienda en las faldas de las lomas, ubicadas en la margen izquierda del río Chipillico, popularizándose así el nombre de “Negros lomeños” o los que viven en “las lomas”.
En la margen derecha de este río en las terrenos de la hacienda Yuscay de propiedad de Francisco Burneo, vivían campesinos procedentes de Chulucanas y Morropón.
Cuenta la historia que, entre los jamaiquinos y los campesinos de la hacienda Yuscay existía una gran enemistad, constantemente habían peleas entre estos dos grupos.
Con el tiempo estos conflictos se fueron superando y quedaron en el olvido. Los pobladores de ambas haciendas establecieron relaciones de amistad y confraternidad, lo cual les permitió trabajar unidos por el progreso de este pueblo.
En octubre de 1934, los señores: Lucio Ortiz, Marciano Olivares, César Camacho, Luis Castillo, Francisco Neira, Juan Bravo y José Miguel Ruíz, organizados en un Comité solicitaron al Presidente de la República, don Oscar R. Benavides, la creación del distrito Las Lomas.
El 3 de abril de 1936, el Congreso de la República, mediante la Ley NO.8231 decretó la creación del distrito Las Lomas. De esta manera, este Comité culminó con éxito su gestión.
El Comité Pro Creación del distrito Las Lomas fue asesorado por los doctores Hildebrando Castro Pozo y Luciano Castillo, diputados por el departamento de Piura.

## Geografía
Abarca una extensión territorial de aproximadamente 522,47 km² y una altitud de 254,09 m s. n. m. Está ubicado en la costa norte del Perú, en la parte nor – oeste del Departamento de Piura, entre ambas márgenes del Río Chipillico, comprensión de la Cuenca Binacional Catamayo-Chira, entre las coordenadas:
- Latitud 4º 39’ 14’’
- Longitud 80° 14’ 25’’

Su capital es el centro poblado de Las Lomas.

## División administrativa

### Centros poblados
- Urbanos
  - Las Lomas, con 48 307 hab.
  - Chipillico, con 5351 hab.
  - CP-5, con 2812 hab.
  - CP-4, con 1736 hab.

- Rurales
  - Viviano Espinoza, con 765 hab.
  - Puerta Pulache, con 736 hab.
  - Pampa Elera Alta, con 737 hab.
  - Pampa Elera Baja, con 691 hab.
  - Huachuma Bajo, con 680 hab.
  - Potrerillo, con 571 hab.
  - Sector Cero Cinco, con 523 hab.
  - Garabatos, con 497 hab.
  - San Francisco Bajo, con 493 hab.
  - Pelingara, con 874 hab.
  - Cacaturo, con 468 hab.
  - Huachuma Alta, con 393 hab.
  - La Menta, con 392 hab.
  - Monte de los Olivos, con 368 hab.
  - El Sauce, con 368 hab.
  - San Miguel de Yuscay, con 356 hab.
  - Potrerillos Bajo, con 313 hab.
  - La Menta Alta, con 299 hab.
  - Pueblo Nuevo de Pampa Elera, con 294 hab.
  - Jahuay, con 289 hab.
  - Monteverde, con 281 hab.
  - San Francisco de Yuscay, con 271 hab.
  - Villa Independiente, con 270 hab.
  - Pueblo Nuevo El Sauce, con 267 hab.
  - La Caída de Yuscay, con 261 hab.
  - Potreriillo Alto, con 242 hab.
  - Tongal, con 242 hab.
  - Las Tejitas, con 218 hab.
  - Francisco Bolognesi Alto, con 218 hab.
  - CP 4 Bajo Emanuel, con 212 hab.
  - Cury, con 210 hab.
  - Túnel de Totoral, con 193 hab.
  - Centro Servicios Partidor, con 191 hab.
  - Francisco Bolognesi Bajo (Monte Borracho), con 181 hab.
  - Las Peñitas, con 180 hab.
  - San Francisco de Pampa Elera Alto, con 179 hab.
  - Nuevo Horizonte, con 176 hab.
  - Las Mercedes, con 171 hab.
  - San Miguel de Chipillico, con 167 hab.
  - El Partidor, con 157 hab.
  - Rinconada de Pelingara, con 151 hab.
  - CP6, con 450 hab.
  - CP14, con 459 hab.
  - 8 4/2, con 151 hab.
  - Cerro el Ereo, con 70 Hab

## Autoridades

### Municipales
- 2023-2026  : Alcaldesa:  Maria Elizabeth del Rosario Guevara
- 2019-2022 : Alcalde: Jaime Vences vegas
- 2015-2018[2]
- Alcalde: Santos Milton Neira Simbala, del Movimiento Regional Obras + Obras (O+O).
  - Regidores: Claudio Flores Santos (O+O), Luis Felipe García Torres (O+O), Kattia Gisella Campoverde Nunura (O+O), Orfelinda Silva Ramos (O+O), Henry David Ato Balcázar (O+O), Manuel Garcia Villegas (UDN), Reyes Jose Saavedra Lima (Alianza para el Progreso).
- 2011-2014
  - Alcalde: Jaime Vences Vegas, del Movimiento Regional Somos Perú.
  - Regidores: Antonio Sacramento Cruz Morales (APP), Rodolfo García Martínez (APP), Darwin Chero Coronado (APP), Guadalupe Purizaca Rivera (APP), Celedonio Elías Juárez (APP), Omar Humberto Aguilar Cobeñas (LUC), Carlos Enrique Silva Santos (Desarrollo Local).[3]

### Policiales
- Comisario de Las lomas: MAY. Carlos Filiberto Zuta Vela

### Religiosas
- Arquidiócesis de Piura[4]
  - Arzobispo: Mons. Guillermo Elias SCV.[5]
- Parroquia Sagrado Corazón de Jesús[6]
  - Párroco: Pbro.  Reymer Flores Ancajima.

## Festividades
- Semana Santa
- Aniversario de Las Lomas - 11 de junio
- Día de los Muertos - 1 de noviembre
- Aniversario de Bellavista 1 de enero

## Límites
| Por el sur Con el distrito de Suyo y el distrito de Lancones |                                                    |
| ------------------------------------------------------------ | -------------------------------------------------- |
| Por el Sur Con el distrito de Tambogrande                    |                                                    |
| Por el este                                                  | Con los distritos de Sapillica y Paimas            |
| Por el oeste                                                 | Con la provincia de Sullana y distrito de Lancones |

- Datos: Q3826737
- Multimedia: Las Lomas District / Q3826737